# Internazionali di Francia 1936
Gli Internazionali di Francia 1936 (conosciuti oggi come Open di Francia o Roland Garros) sono stati la 41ª edizione degli Internazionali di Francia di tennis. Si sono svolti sui campi in terra rossa dello Stade Roland Garros di Parigi in Francia.
Il singolare maschile è stato vinto da Gottfried von Cramm, che si è imposto su Fred Perry in cinque set col punteggio di 6–0, 2–6, 6–2, 2–6, 6–0. Il singolare femminile è stato vinto da Hilde Sperling, che ha battuto in due set Simonne Mathieu. Nel doppio maschile si sono imposti Jean Borotra e Marcel Bernard. Nel doppio femminile hanno trionfato Simonne Mathieu e Billie Yorke. Nel doppio misto la vittoria è andata a Billie Yorke in coppia con Marcel Bernard.

## Seniors

### Singolare maschile
Gottfried von Cramm ha battuto in finale  Fred Perry con il punteggio di 6–0, 2–6, 6–2, 2–6, 6–0.

### Singolare femminile
Hilde Sperling ha battuto in finale  Simonne Mathieu con il punteggio di 6–3, 6–4.

### Doppio maschile
Jean Borotra /  Marcel Bernard hanno battuto in finale  Charles Tuckey /  Pat Hughes con il punteggio di 6–2, 3–6, 9–7, 6–1.

### Doppio femminile
Simonne Mathieu /  Billie Yorke hanno battuto in finale  Susan Noel /  Jadwiga Jędrzejowska con il punteggio di 2–6, 6–4, 6–4.

### Doppio misto
Billie Yorke /  Marcel Bernard hanno battuto in finale  Sylvie Jung Henrotin /  André Martin-Legeay con il punteggio di 7–5, 6–8, 6–3.